# Cafè Modern (Isona)
El Cafè Modern és una obra modernista d'Isona i Conca Dellà (Pallars Jussà) protegida com a Bé Cultural d'Interès Local.

## Descripció
Es tracta d'un edifici entre mitgeres i té dues façanes, la principal amb accés per la plaça del Portal, i la posterior amb accés pel carrer Rambla. La construcció està formada per dos cossos dirernciats que es comuniquen interiorment, d'una banda la part destinada a habitatge i l'altra acull la sala del cafè a nivell del carrer i la sala del cinema, a un nivell inferior. La façana presenta ornamentació floral i corones.
L'edifici s'ha conservat malgrat les destruccions provocades per la Guerra Civil.

## Història
El Cafè Modern era el centre social del poble d'Isona i Conca Dellà.
L'any 1975 el Cafè Modern fou adquirit per l'Ajuntament i des d'aleshores ha estat una prioritat restaurar-lo. S'ha intentat retornar a l'immoble les característiques modernistes que es van diluir amb la reforma posterior a la guerra civil.